# فلفل اکس
فلفل اکس (انگلیسی: Pepper X) نام موقت گیاهی از سرده فلفل‌ها است که به وسیله اد کوری، پرورش‌دهنده کارولینا ریپر تولید شده‌است. فلفل اکس نتیجه اصلاحی است که سبب افزایش فوق‌العاده زیاد کپسایسین در حفره فلفل شده‌است.